# Ђанфранко Цола
Ђанфранко Цола (итал. Gianfranco Zola; Олијена, 5. јул 1966) јесте италијански фудбалски функционер и бивши фудбалер и тренер. Тренутно је потпредседник Професионалне фудбалске италијанске лиге (Лега про), организације која руководи Серијом Ц.
Највећи део играчке каријере провео је у родној Италији. У Наполију је заједно с Дијегом Марадоном и Кареком био првак Серије А, а у Парми је освојио Куп УЕФА. У иностранству је играо за Челси. С лондонским клубом освојио је Куп победника купова, УЕФА суперкуп, два ФА купа, Лигашки куп и Комјунити шилд. Сматра се за једног од најбољих играча у историји Челсија.
За репрезентацију Италије дебитовао је 1991. и укупно одиграо 35 утакмица. Представљао је своју земљу на Светском првенству 1994, на ком је Италија завршила друга, и на Европском првенству 1996.
На месту главног тренера први пут се нашао у Вест Хем јунајтеду 2008. Отказ је добио 2010. Потом је од 2012. до 2013. водио Вотфорд. Од 2014. до 2015. био је тренер Каљарија. Вратио се у Челси у улози првог помоћника Мауриција Сарија током сезоне 2018/19.

## Клупска каријера
Цола се родио у Олијени на Сардинији и у родном граду је почео омладинску каријеру у локалном клубу Корази. Сениорску каријеру је почео 1984. у Нуорезеу да би две године касније потписао за екипу Тореса из Сасарија. Године 1989. прешао је у Наполи и одмах је прве сезоне освојио Серију А. Цолин саиграч у Наполију био је Марадона, који је играо на сличној позицији као и Цола. Марадона је имао велики утицај на Цолу, а једна од ствари коју је од Марадоне Цола учио била је техника шутирања слободних удараца.
Цола је 1993. прешао у Парму. С Пармом је 1995. освојио Куп УЕФА.
Новембра 1996. Цола је прешао у енглески Челси. Задужио је дрес с бројем 25. Његова прва сезона у Челсију била је одлична: помогао је екипи да освоји ФА куп. На путу до финала је постигао четири гола. Следеће сезоне с Челсијем је освојио три трофеја: Лигашки куп, Куп победника купова и УЕФА суперкуп. У финалу Купа победника купова против Штутгарта није био у стартној постави, али је зато постигао победоносни гол у истом минуту у којем је ушао у игру. Тако се Челси по други пут у историји домогао великог европског трофеја.
У Челсијевој првој сезони у УЕФА Лиги шампиона 1999/00. Цола је био један од кључних играча екипе. Те сезоне Челси је дошао до четвртфинала такмичења где је испао од Барселоне, а у првом мечу Цола је постигао погодак из слободног ударца. Исте сезоне Цола је с Челсијем још једанпут освојио ФА куп. 
У наредном периоду Цолина минутажа се смањивала, а то је поготово дошло до изражаја доласком два нова нападача — Џимија Флојда Хаселбајнка и Ејдура Гуђонсена. Хаселбајнк је у својој првој сезони имао одличну сарадњу са Цолом — заједно су постигли 32 гола те сезоне (Цола 9, а Хаселбајнк 23 гола).
Од сезоне 2001/02, доласком тренера Клаудија Ранијерија, Цола је све ређе играо. Наредна сезона је била његова последња у Челсију и у њој је постигао 16 голова. Последњи погодак за Челси дао је против Евертона. Цола је 2003. проглашен за најбољег Челсијевог играча свих времена од стране навијача. Укупно је за Челси одиграо 312 утакмица и постигао 80 голова.
Цола се 2003. вратио на Сардинију потписавши за Каљари. Помогао је екипи да се пласира у Серију А. Каријеру је завршио 2005. а на својој последњој утакмици дао је два гола против Јувентуса.

## Репрезентација
Цола је дебитовао за репрезентацију Италије 13. новембра 1991. у квалификационом мечу за Европско првенство против Норвешке. На Светском првенству 1994. одиграо је само један меч и то против Нигерије у осмини финала. На том сусрету је ушао као замена у 65. минуту и добио је црвени картон након само десет минута проведених на терену.
Цола је две године касније играо на Европском првенству. На утакмици против Немачке (0 : 0) промашио је једанаестерац. Италија је изненађујуће испала већ у првом кругу такмичења.
Године 1998. Цола се повукао из репрезентације. За Италију је укупно одиграо 35 утакмица и постигао 10 голова.

## Тренерска каријера
Цола је започео своју тренерску каријеру као помоћни тренер репрезентације Италије до 21 године.
Септембра 2008. Цола је постао тренер Вест Хем јунајтеда. Добио је похвале на рачун убацивања младих играча у први тим. Сезоне 2009/10. Вест Хем је завршио седамнаести на табели. Цола је добио отказ, а наследник му је био Аврам Грант.
Године 2012. Цола је постао тренер Вотфорда. С Вотфордом је у првој сезони стигао до финала плеј-офа за улазак у Премијер лигу где је Вотфорд изгубио од Кристал паласа.
У сезони 2018/19. био је помоћни тренер у Челсију.

## Статистика

### Клупска
Извор:
| Клуб      | Сезона    | Национално првенство | Национално првенство | Национално првенство | Национални куп | Национални куп | Лигашки куп | Лигашки куп | Континентално такмичење | Континентално такмичење | Остало  | Остало | Укупно  | Укупно |
| Клуб      | Сезона    | Ранг                 | Наступи              | Голови               | Наступи        | Голови         | Наступи     | Голови      | Наступи                 | Голови                  | Наступи | Голови | Наступи | Голови |
| --------- | --------- | -------------------- | -------------------- | -------------------- | -------------- | -------------- | ----------- | ----------- | ----------------------- | ----------------------- | ------- | ------ | ------- | ------ |
| Нуорезе   | 1984/85.  | Серија Ц2            | 4                    | 0                    | —              | —              | —           | —           | —                       | —                       | —       | —      | 4       | 0      |
| Нуорезе   | 1985/86.  | Серија Д             | 27                   | 10                   | —              | —              | —           | —           | —                       | —                       | —       | —      | 27      | 10     |
| Нуорезе   | Укупно    | Укупно               | 31                   | 10                   | 0              | 0              | 0           | 0           | 0                       | 0                       | 0       | 0      | 31      | 10     |
| Торес     | 1986/87.  | Серија Ц2            | 30                   | 8                    | —              | —              | —           | —           | —                       | —                       | —       | —      | 30      | 8      |
| Торес     | 1987/88.  | Серија Ц1            | 24                   | 2                    | —              | —              | —           | —           | —                       | —                       | —       | —      | 24      | 2      |
| Торес     | 1988/89.  | Серија Ц1            | 34                   | 11                   | —              | —              | —           | —           | —                       | —                       | —       | —      | 34      | 11     |
| Торес     | Укупно    | Укупно               | 88                   | 21                   | 0              | 0              | 0           | 0           | 0                       | 0                       | 0       | 0      | 88      | 21     |
| Наполи    | 1989/90.  | Серија А             | 18                   | 2                    | 6              | 1              | —           | —           | 2                       | 0                       | —       | —      | 26      | 3      |
| Наполи    | 1990/91.  | Серија А             | 20                   | 6                    | 7              | 0              | —           | —           | 2                       | 0                       | 0       | 0      | 29      | 6      |
| Наполи    | 1991/92.  | Серија А             | 34                   | 12                   | 4              | 1              | —           | —           | —                       | —                       | —       | —      | 38      | 13     |
| Наполи    | 1992/93.  | Серија А             | 33                   | 12                   | 6              | 2              | —           | —           | 4                       | 0                       | —       | —      | 43      | 14     |
| Наполи    | Укупно    | Укупно               | 105                  | 32                   | 23             | 4              | 0           | 0           | 8                       | 0                       | 0       | 0      | 136     | 36     |
| Парма     | 1993/94.  | Серија А             | 33                   | 18                   | 7              | 3              | —           | —           | 9                       | 1                       | 2       | 0      | 51      | 22     |
| Парма     | 1994/95.  | Серија А             | 32                   | 19                   | 7              | 4              | —           | —           | 12                      | 5                       | —       | —      | 51      | 28     |
| Парма     | 1995/96.  | Серија А             | 29                   | 10                   | 1              | 0              | 1           | 0           | 5                       | 2                       | —       | —      | 36      | 12     |
| Парма     | 1996/97.  | Серија А             | 8                    | 2                    | 1              | 0              | —           | —           | 2                       | 0                       | —       | —      | 11      | 2      |
| Парма     | Укупно    | Укупно               | 102                  | 49                   | 16             | 7              | 1           | 0           | 28                      | 8                       | 2       | 0      | 149     | 64     |
| Челси     | 1996/97.  | Премијер лига        | 23                   | 8                    | 7              | 4              | 0           | 0           | —                       | —                       | —       | —      | 30      | 12     |
| Челси     | 1997/98.  | Премијер лига        | 27                   | 8                    | 1              | 0              | 4           | 0           | 8                       | 4                       | 1       | 0      | 41      | 12     |
| Челси     | 1998/99.  | Премијер лига        | 37                   | 13                   | 6              | 1              | 0           | 0           | 5                       | 1                       | 1       | 0      | 49      | 15     |
| Челси     | 1999/00.  | Премијер лига        | 33                   | 4                    | 5              | 1              | 0           | 0           | 15                      | 3                       | —       | —      | 53      | 8      |
| Челси     | 2000/01.  | Премијер лига        | 36                   | 9                    | 3              | 2              | 1           | 1           | 2                       | 0                       | 1       | 0      | 43      | 12     |
| Челси     | 2001/02.  | Премијер лига        | 35                   | 3                    | 6              | 1              | 5           | 0           | 4                       | 1                       | —       | —      | 50      | 5      |
| Челси     | 2002/03.  | Премијер лига        | 38                   | 14                   | 3              | 2              | 3           | 0           | 2                       | 0                       | —       | —      | 46      | 16     |
| Челси     | Укупно    | Укупно               | 229                  | 59                   | 31             | 11             | 13          | 1           | 36                      | 9                       | 0       | 0      | 312     | 80     |
| Каљари    | 2003/04.  | Серија Б             | 43                   | 13                   | 1              | 1              | —           | —           | —                       | —                       | —       | —      | 44      | 14     |
| Каљари    | 2004/05.  | Серија А             | 31                   | 9                    | 6              | 4              | —           | —           | —                       | —                       | —       | —      | 37      | 13     |
| Каљари    | Укупно    | Укупно               | 74                   | 22                   | 7              | 5              | 0           | 0           | 0                       | 0                       | 0       | 0      | 81      | 27     |
| Свеукупно | Свеукупно | Свеукупно            | 629                  | 193                  | 77             | 38             | 14          | 1           | 72                      | 17                      | 0       | 0      | 797     | 238    |

1. ↑  Подразумева Куп Италије и ФА куп.
2. ↑  Подразумева Лигашки куп Енглеске.
3. 1 2 3 4 5 6 7  Подразумева наступе у Купу УЕФА.
4. ↑  Подразумева наступе у Купу европских шампиона.
5. 1 2 3 4  Подразумева наступе у Купу победника купова.
6. ↑  Подразумева наступе у Суперкупу Европе.
7. 1 2  Подразумева наступ у ФА Черити шилду.
8. ↑  Подразумева наступ у УЕФА суперкупу.
9. ↑  Подразумева наступе у УЕФА Лиги шампиона.

### Репрезентативна
Извор:
| Година | Наступи | Голови |
| ------ | ------- | ------ |
| 1991.  | 2       | 0      |
| 1992.  | 1       | 0      |
| 1993.  | 1       | 0      |
| 1994.  | 6       | 0      |
| 1995.  | 8       | 7      |
| 1996.  | 8       | 0      |
| 1997.  | 9       | 3      |
| Укупно | 35      | 10     |

Голови за репрезентацију
Голови Италије су наведени на првом месту. Колона „гол” означава резултат на утакмици након Цолиног гола.
| Бр. | Датум              | Стадион                      | Противник     | Гол   | Резултат | Такмичење                                 |
| --- | ------------------ | ---------------------------- | ------------- | ----- | -------- | ----------------------------------------- |
| 1.  | 25. март 1995.     | Стадион Ареки, Салерно       | Естонија      | 1 : 0 | 4 : 1    | Квалификације за Европско првенство 1996. |
| 2.  | 25. март 1995.     | Стадион Ареки, Салерно       | Естонија      | 3 : 0 | 4 : 1    | Квалификације за Европско првенство 1996. |
| 3.  | 29. март 1995.     | Републички стадион, Кијев    | Украјина      | 2 : 0 | 2 : 0    | Квалификације за Европско првенство 1996. |
| 4.  | 26. април 1995.    | Стадион Жалгирис, Виљнус     | Литванија     | 1 : 0 | 1 : 0    | Квалификације за Европско првенство 1996. |
| 5.  | 15. новембар 1995. | Стадион Ђиљо, Ређо Емилија   | Литванија     | 2 : 0 | 4 : 0    | Квалификације за Европско првенство 1996. |
| 6.  | 15. новембар 1995. | Стадион Ђиљо, Ређо Емилија   | Литванија     | 3 : 0 | 4 : 0    | Квалификације за Европско првенство 1996. |
| 7.  | 15. новембар 1995. | Стадион Ђиљо, Ређо Емилија   | Литванија     | 4 : 0 | 4 : 0    | Квалификације за Европско првенство 1996. |
| 8.  | 22. јануар 1997.   | Стадион Ла фаворита, Палермо | Северна Ирска | 1 : 0 | 2 : 0    | Пријатељска утакмица                      |
| 9.  | 12. фебруар 1997.  | Стадион Вембли, Лондон       | Енглеска      | 1 : 0 | 1 : 0    | Квалификације за Светско првенство 1998.  |
| 10. | 29. март 1997.     | Стадион Нерео Роко, Трст     | Молдавија     | 2 : 0 | 3 : 0    | Квалификације за Светско првенство 1998.  |

### Тренерска
Ажурирано 17. априла 2017.
| Клуб              | Датум доласка       | Датум одласка      | Учинак | Учинак | Учинак | Учинак | Учинак |
| Клуб              | Датум доласка       | Датум одласка      | ОУ     | П      | Н      | И      | П %    |
| ----------------- | ------------------- | ------------------ | ------ | ------ | ------ | ------ | ------ |
| Вест Хем јунајтед | 15. септембар 2008. | 11. мај 2010.      | 80     | 23     | 21     | 36     | 028,75 |
| Вотфорд           | 7. јул 2012.        | 16. децембар 2013. | 75     | 33     | 15     | 27     | 044,00 |
| Каљари            | 24. децембар 2014.  | 9. март 2015.      | 10     | 2      | 2      | 6      | 020,00 |
| Ел Араби          | 11. јул 2015.       | 27. јун 2016.      | 26     | 10     | 5      | 11     | 038,46 |
| Бирмингем сити    | 14. децембар 2016.  | 17. април 2017.    | 24     | 2      | 8      | 14     | 008,33 |
| Укупно            | Укупно              | Укупно             | 215    | 70     | 51     | 94     | 032,56 |

## Успеси
Торес
- Серија Ц2: 1986/87.

Наполи
- Серија А: 1989/90.

Парма
- Куп УЕФА: 1994/95.
- Суперкуп Европе: 1993.

Челси
- ФА куп: 1996/97, 1999/00.
- Лигашки куп Енглеске: 1997/98.
- Куп победника купова: 1997/98.
- УЕФА суперкуп: 1998.

Италија
- Светско првенство: друго место 1994.

Појединачни
- Највише остварених асистенција у Серији А: 1992/93.
- Члан идеалне екипе године у избору Европских спортских медија: 1994/95.[13]
- Играч месеца у Премијер лиги: децембар 1996, октобар 2002.[14]
- Фудбалер године у избору Удружења фудбалских новинара (FWA): 1997.
- Играч године у Челсију: 1999, 2003.[15]
- Сребрна лопта (Pallone d'Argento): 2004/05.[16]
- Члан Челсијеве екипе столећа: 2005.[17]
- Награда Гаетано Ширеа: 2005.[18]
- Члан Куће славних енглеског фудбала: 2006.
- Међународна награда Ђачинто Факети: 2010.[19]
- Тренер месеца у Чемпионшипу: фебруар 2013.
- Члан Куће славних италијанског фудбала: 2022.[20]

Одликовања
- Орден за заслуге Републике Италије, официр: 2003.[21]
- Орден Британске империје, официр: 2004.[22]